# Gradnica (obwód Dobricz)
Gradnica (bułg. Градница) – wieś w Bułgarii, w obwodzie Dobricz, w gminie Terweł. Według danych szacunkowych Ujednoliconego Systemu Ewidencji Ludności oraz Usług Administracyjnych dla Ludności, 15 grudnia 2018 roku miejscowość liczyła 405 mieszkańców.